# Milko
Milko – szwedzka spółdzielnia, przedsiębiorstwo przetwórstwa mleka, główny konkurent Arla Foods w Skandynawii.
Spółdzielnia Milko została założona w 1991 r. przez trzy stowarzyszenia producentów mleka (Värmlandsmejerier, Dalarnas Mejeriförening, Södra Hälsinglands Mejeriförening), a w 2000 r. przyłączyło się czwarte stowarzyszenie (Nedre Norrlands Producentförening). Obecnie do spółdzielni należy około 800 gospodarstw mleczarskich skupionych na obszarze środkowej Szwecji.